# Hartberg (distrikt)
Hartberg var ett distrikt i förbundslandet Steiermark i Österrike. Det slogs den 1 januari 2013 samman med distriktet Fürstenfeld och bildade det nya distriktet Hartberg-Fürstenfeld.
Distriktet bestod av 50 kommuner, varav två stadskommuner och sju köpingskommuner:
Stadskommuner (Stadtgemeinden):
- Friedberg
- Hartberg

Köpingskommuner (Marktgemeinden):
- Bad Waltersdorf
- Grafendorf bei Hartberg
- Kaindorf
- Neudau
- Pinggau
- Pöllau
- Vorau

- Blaindorf
- Buch-Geiseldorf
- Dechantskirchen
- Dienersdorf
- Ebersdorf
- Eichberg
- Greinbach
- Großhart
- Hartberg Umgebung
- Hartl
- Hofkirchen bei Hartberg
- Kaibing
- Lafnitz
- Limbach bei Neudau
- Mönichwald
- Puchegg
- Pöllauberg
- Rabenwald
- Riegersberg
- Rohr bei Hartberg
- Rohrbach an der Lafnitz
- Saifen-Boden
- Sankt Jakob im Walde
- Sankt Johann bei Herberstein
- Sankt Johann in der Haide
- Sankt Lorenzen am Wechsel
- Sankt Magdalena am Lemberg
- Schachen bei Vorau
- Schlag bei Thalberg
- Schäffern
- Schönegg bei Pöllau
- Sebersdorf
- Siegersdorf bei Herberstein
- Sonnhofen
- Stambach
- Stubenberg
- Tiefenbach bei Kaindorf
- Vornholz
- Waldbach
- Wenigzell
- Wörth an der Lafnitz